# Каваикини
Каваикини (англ. Kawaikini) — гора в округе Кауаи штата Гавайи Соединённых Штатов Америки. Высота — 1598 метров Является вершиной неактивного щитового вулкана острова Кауаи.

## Трудность восхождения
По данным Национального центра климатических данных Соединённых Штатов Америки, гора Каваикини — одно из самых дождливых мест Соединённых Штатов Америки. Также, атмосферные осадки идут практически каждый день, а влажные склоны затрудняют восхождение.
Дождь — не единственное препятствие при покорении горы Каваикини. На западном склоне расположен заповедник, а его километры плотного болотистого леса заграждают доступ к вершине.
На северном, восточном, южном склонах вершину защищают крутые скалы.

## Происхождение названия
С гавайского языка «ka wai kini» буквально переводится как «огромная вода». Имеется в виду большое количество атмосферных осадков на острове Кауаи.